# Nine Million Bicycles
Nine Million Bicycles ist ein Lied, das vom britischen Musikproduzenten Mike Batt für das zweite Album der georgisch-britischen Sängerin Katie Melua, Piece by Piece, geschrieben und produziert wurde. Der Popsong wurde 2005 als erste Albumsingle veröffentlicht und erreichte Platz 5 der UK Single Charts. Damit wurde er Meluas erster Top-Five-Hit. Der Song war Finalist von The Record of the Year, verlor aber gegen die Coverversion der irischen Boygroup Westlife des Liedes You Raise Me Up.

## Entstehung
Laut Melua kam ihr die Idee zu dem Lied während eines Aufenthalts in Peking mit ihrem damaligen Manager Batt. Ein Dolmetscher zeigte ihnen die Stadt und erwähnte, dass es dort neun Millionen Fahrräder gebe. Zurück in England, schrieb Batt zwei Wochen später das Lied um den Titel Nine Million Bicycles.
Adrian Brett, der auch die Flöte in Batts Album Caravans (1978) spielte, wirkte an dem Lied mit. Für die tiefen Töne wurde eine Okarina verwendet, für die hohen eine chinesische Bambusflöte.

## Kontroverse
Für Aufsehen außerhalb der Musikszene sorgte der Song, nachdem ein Artikel mit dem Titel Katie Melua’s bad science des Physikers und Wissenschaftsjournalisten Simon Singh in der englischen Zeitung The Guardian vom 30. September 2005 erschienen war. Darin echauffiert sich Singh über die Strophe:

“We are 12 billion light-years from the edge,

That’s a guess,

No one can ever say it’s true,

But I know that I will always be with you.”

Singh schrieb, dieser Text sei wissenschaftlich gesehen nicht tragbar. Zunächst einmal betrage die Entfernung zum Rande des (beobachtbaren) Universums nicht 12, sondern 13,7 Milliarden Lichtjahre. Zudem störe ihn die Aussage, diese Angabe sei lediglich eine Vermutung, von der niemand sagen könne, ob sie richtig sei. Vielmehr beruhe diese Angabe auf wissenschaftlich fundierten Fakten und sei eine gute Schätzung, die jedoch revidiert werden könne. Singh schlug deshalb vor den Text wie folgt zu ändern:

“We are 13.7 billion light-years from the edge of the observable universe,

That’s a good estimate with well-defined error bars,

Scientists say it’s true, but acknowledge that it may be refined,

And with the available information, I predict that I will always be with you.”

Die Folge war eine rege Diskussion von Befürwortern und Gegnern von Singhs Ansichten. Während einer Folge der Radiosendung Today des britischen Senders BBC Radio 4 stellte Katie Melua die neue „Singh-Version“ des Titels vor, entschied sich jedoch dazu, weiterhin die Version von Mike Batt zu verwenden, da diese angenehmer zu singen sei. Der Artikel ist allerdings wohl weniger als Kritik an Katie Meluas naturwissenschaftlichen Kenntnissen, dafür mehr als Werbung für Singhs Buch Big Bang: Der Ursprung des Kosmos und die Erfindung der modernen Naturwissenschaft zu bewerten.

## Kommerzieller Erfolg

### Chartplatzierungen
| ChartsChartplatzierungen     | Höchstplatzierung | Wochen |
| ---------------------------- | ----------------- | ------ |
| Deutschland (GfK)            | 31 (40 Wo.)       | 40     |
| Schweiz (IFPI)               | 43 (40 Wo.)       | 40     |
| Vereinigtes Königreich (OCC) | 5 (17 Wo.)        | 17     |

### Auszeichnungen für Musikverkäufe
| Land/Region                  | Auszeichnungen für Musikverkäufe (Land/Region, Auszeichnung, Verkäufe) | Verkäufe |
| ---------------------------- | ---------------------------------------------------------------------- | -------- |
| Dänemark (IFPI)              | Platin                                                                 | 15.000   |
| Vereinigtes Königreich (BPI) | Silber                                                                 | 200.000  |
| Insgesamt                    | 1× Silber · 1× Platin ·                                                | 215.000  |